# Joseph Neuberg
Joseph Jean Baptiste Neuberg, né le 30 octobre 1840 à Luxembourg et mort le 22 mars 1926 à Liège, est un mathématicien luxembourgeois naturalisé belge, connu pour ses travaux dans la géométrie moderne du triangle.

## Biographie
Joseph Neuberg suivit les cours à l'Athénée (lycée) de Luxembourg puis à la faculté de sciences de l'Université de Gand en 1859. Sorti en 1862, il commença à enseigner les mathématiques comme professeur dans différents grands collèges de Belgique. En 1906, il prit la nationalité belge et fut élu à l'Académie royale de Belgique qu'il présida à partir de 1911.
Il fonda en 1874 le journal Nouvelle correspondance mathématique avec Eugène Charles Catalan et Paul Mansion, qui sera publié pendant six ans.
La cubique de Neuberg d'un triangle est la cubique isogonale de pivot à l'infini sur la droite d'Euler du triangle.